# کارولینا بریزامبری
کارولینا بریزامبری (انگلیسی: Carolina Birizamberri؛ زادهٔ ۹ ژوئیهٔ ۱۹۹۵) بازیکن فوتبال اهل اروگوئه است.
از باشگاه‌هایی که در آن بازی کرده‌است می‌توان به باشگاه فوتبال ناسیونال اروگوئه اشاره کرد.
وی همچنین در تیم‌های ملی فوتبال Uruguay women's national under-17 football team, Uruguay women's national under-20 football team، و Uruguay women's national football team بازی کرده‌است.